# La Vallée des Moomins
La Vallée des Moomins (Finlandais: Muumilaakso, Suédois: Mumindalen, Anglais: Moominvalley) est une série d'animation 3D finlandaise et anglaise de 2019, adaptée des romans et bandes dessinées de Tove Jansson et de son frère Lars Jansson.

## Synopsis
Un voyage dans le monde magique de la vallée des Moomins, un lieu idyllique où les Moomins vivent en harmonie avec la nature. Rejoignez Moomintroll dans cette histoire fantasque de famille et d’amitié.

## Épisodes

### Saison 1 (2019)
1. Petite Mu emménage (Pikku Myy tuli taloon)
2. Un air de printemps (Kevätlaulu)
3. Le dernier dragon (Maailman viimeinen lohikäärme)
4. Le fol été de Moomin (Kelluva teatteri)
5. Le panache doré (Kultainen häntä)
6. Le Secret des Hatifnattes (Hattivattien saari)
7. Mumrik et le gardien du parc (Nuuskamuikkunen ja puistonvartija)
8. Le poisson géant (Muumipapan kalajuttu)
9. La nuit de la Courabou (Yksin kotona)
10. La Misaline (Muumimamman apulainen)
11. Un fantôme de poche (Kummitustarina)
12. L'enfant invisible (Näkymätön lapsi)
13. L'ancêtre des Moomins (Taikatalvi)

### Saison 2 (2019-2020)
1. Un hiver sportif pour Moomin (Latua, herra Virkkunen!)
2. Le feu follet (Nuuskamuikkunen ja tulenhenki)
3. Moomin père et fils (Muumipapan uusi yritys)
4. Petite Mu déménage (Kohtalokas pulloposti)
5. L'étrange cas de Madame Filigonde (Rouva Vilijonkan katoamismysteeri)
6. Le chapeau du magicien (Taikahattu)
7. Zotte et Zezette (Tiuhti ja Viuhti)
8. Le procès (Omituinen oikeudenkäynti)
9. Adieu, Mademoiselle Snorque (Jäähyväiset Niiskuneidille)
10. L'île de Papa Moomin (Muumipapan saari)
11. La Fresque de Maman Moomin (Muumimamman muraali)
12. Moomin et les chevaux de mer (Muumipeikko ja merihevoset)
13. Novembre à Moominvalley (Muumilaakson marraskuu)

### Saison 3 (2022)
1. (Kotona jälleen!)
2. (Muumipeikon suuri seikkailu)
3. (Leirinjohtaja Virkkunen)
4. (Niisku löytää ystävän)
5. (Haisulin kopla)
6. (Tuhton hurjat tarinat)
7. (Talvisia salaisuuksia)
8. (Yksinäisten vuorten seikkailu)
9. (Vilijonkan viimeiset villitykset)
10. (Nuuskamuikkunen ja huvipuisto)
11. (Hattivattien kutsu)
12. (Muumimamman lentävä unelma)
13. (Juhannuksen taikaa)

### Saison 4 (2024)
1. (Sirkustirehtööri Virkkunen)
2. (Muumit ja rautatie)
3. (Nipsun luola)
4. (Merineito)
5. (Poliisimestari Haisuli)
6. (Kesäyön kommelluksia)
7. (Taiteilija Muumimamma)
8. (Hyytävä kylmyys)
9. (Muumipappa, suuri seikkailija)
10. (Mörön laulu)
11. (Muumipappa ja Hemulitäti)
12. (Lumoava tähti)
13. (Pyrstötähti)

## Distribution

### Voix françaises
- Yannick Besson : Moomin
- Alain Eloy : Papa Moomin
- Marcha Van Boven : Maman Moomin
- Fabian Finkels : Murmik
- Marielle Ostrowski : Petite Mu
- Gauthier de Fauconval : Sniff
- Mélissa Windal : Mademoiselle Snorque
- David Macaluso : Le Pêcheur
- Shérine Seyad : Toft
- Bernadette Mouzon : Madame Filigonde
- Francine Laffineuse : La Mumla
- Michel Hinderyckx : L'Hémule Pêcheur
- Pascal Racan : Le Rat Masqué